# Fanarion

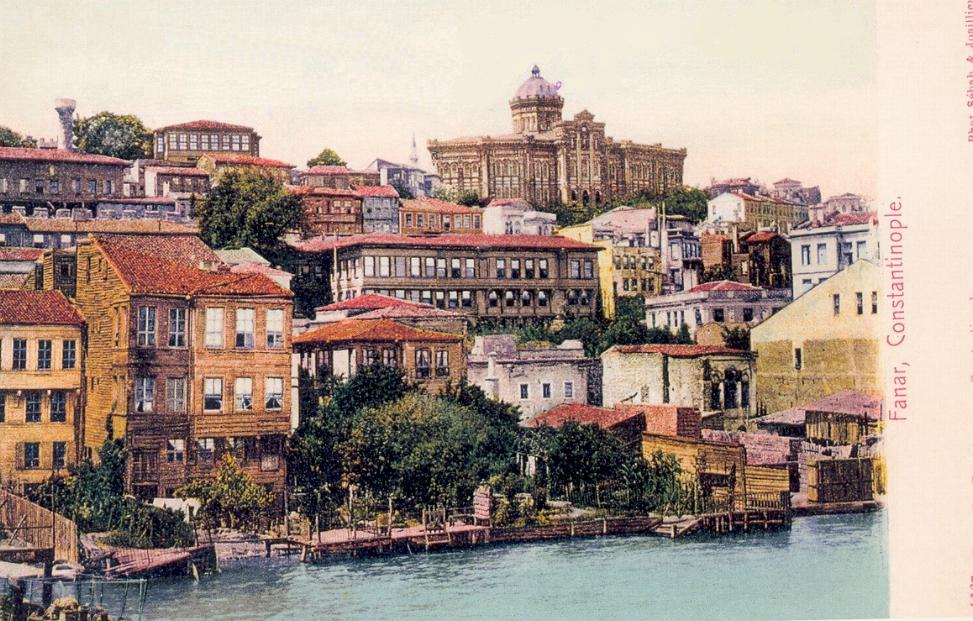
Pocztówka z początku XX wieku, przedstawiająca widok na dzielnicę od strony zatoki Złotego Rogu

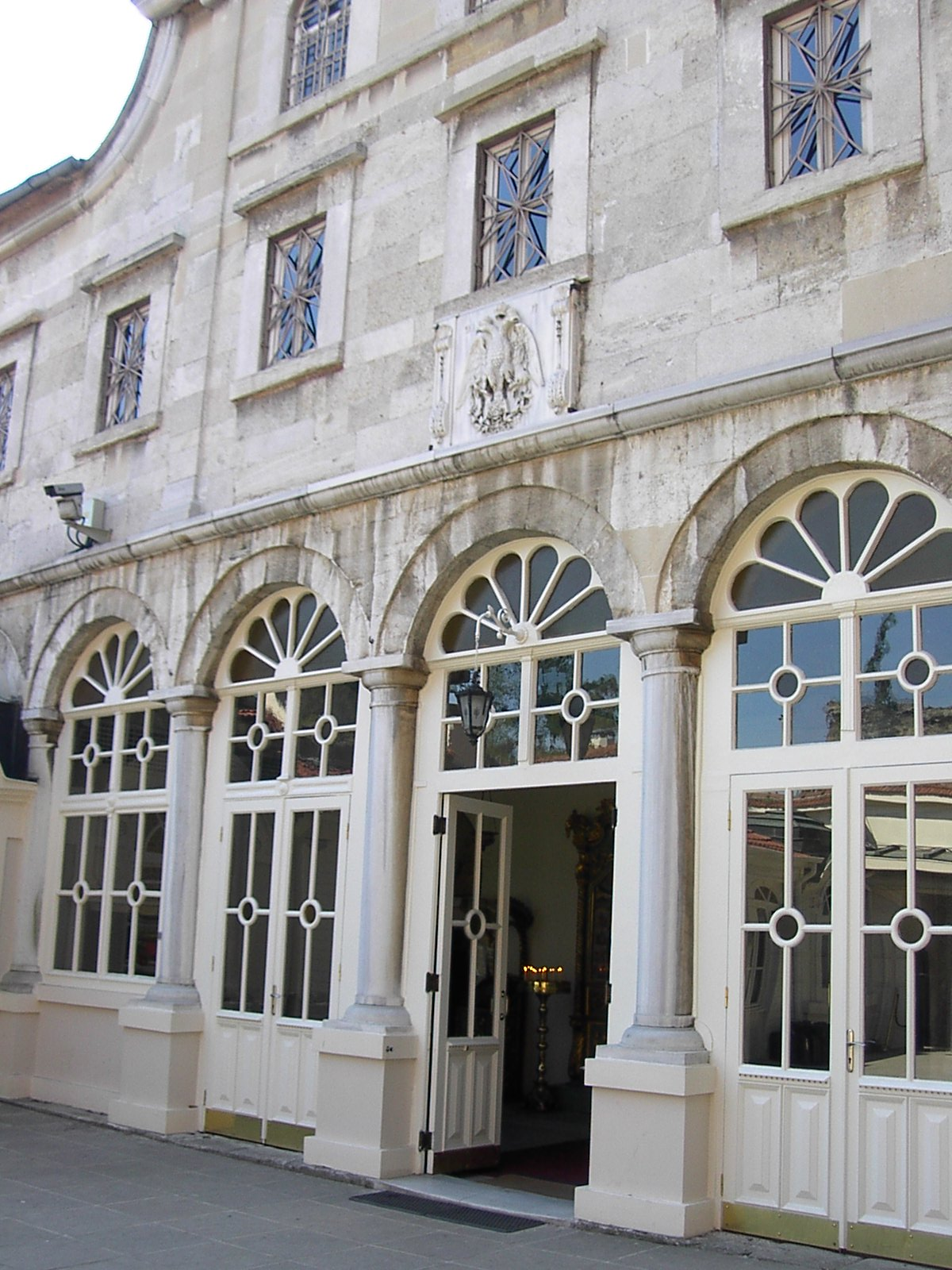
Katedra Patriarchy Konstantynopola pod wezwaniem Św. Jerzego w dzielnicy Fanarion

Fanarion, Fener, lub Fanar (gr.: Φανάρι [fa'nari] – źródło światła) – dzielnica dawnego Konstantynopola (obecnie Stambułu) położona nad zatoką Złotego Rogu. Pierwotnie zamieszkiwała tu arystokracja bizantyjska, a po upadku miasta w 1453 roku jej potomkowie. Nazywani Fanariotami, często wstępowali na służbę osmańską, pełniąc istotne funkcje w dyplomacji lub zarządzając krajami lennymi Wysokiej Porty (Mołdawia, Wołoszczyzna).
Po upadku Konstantynopola w dzielnicy tej zamieszkała większość greckich mieszkańców miasta. Swoją siedzibę znalazł tu także Ekumeniczny Patriarcha Konstantynopola. Z tego względu słowo Fanar jest często używane jako synonim Ekumenicznego Patriarchatu podobnie jak Watykan w odniesieniu do papiestwa.